# Pterolophia secuta
Pterolophia secuta là một loài bọ cánh cứng trong họ Cerambycidae.